# کارا هوی
کارا هوی (انگلیسی: Kara Hui؛ زادهٔ ۳ فوریه ۱۹۶۰) بازیگر هنگ کنگی است که بیشتر برای نقش هایش در فیلم های wuxia تولید شده توسط استودیو برادران شاو در دهه های 1970 و 1980 در سطح بین المللی شناخته شده است. وای از آن زمان تا به حال طیف گسترده ای از نقش ها را روی صفحه نمایش و تلویزیون با موفقیت بسیار به تصویر کشیده است.

## زندگی شخصی
او که در هنگ کنگ به دنیا آمد، چهارمین فرزند بزرگ‌تر از شش فرزند است. او از تبار منچو است. برادر بزرگتر او آستین وای بود. در سال‌های اولیه زندگی، خانواده وای در شهرک فقیرنشین رنی‌ز میل زندگی می‌کردند. او از زمانی که مدرسه ابتدایی را به پایان رساند به مطالعه ادامه نداد. وای در مصاحبه‌اش در برنامه مهمان من باش، فاش کرد که خانواده‌اش پس‌انداز خود را به دلیل آشنایی‌های کاری پدرش از دست داده‌اند. مادر وای، خودش و خواهر و برادرش که بی پول مانده بودند، مجبور شدند در خیابان های هنگ کنگ کالا بفروشند. او در نوجوانی اغلب آدامس و سوغاتی در وان چای به ملوانان می فروخت.
در سن 14 سالگی، او شروع به گذراندن کلاس های رقص در کلوپ شبانه منقرض شده Miramar و درس های سلاح به سبک شمالی از مادر دانی ین، Bow-sim Mark کرد. وای به مدت سه سال رقص چینی انجام داد.
کارگردان چانگ چه پدرخوانده اوست.
در سال 1999، او از افسردگی رنج می برد، و زندگی حرفه ای او در حال افت بود. او در سن 40 سالگی اقدام به خودکشی کرد.[6] در سال 2003، با کمک دوستان و بستگان، وای شروع به بهبودی کرد.
در مارس 2021، وای حمایت خود را از پنبه تولید شده در سین کیانگ پس از اینکه چندین شرکت اعلام کردند به دلیل نگرانی از کار اجباری از سوی اویغورها، خرید پنبه از این منطقه را متوقف خواهند کرد، ابراز کرد. حرکتی که توسط اکثر سلبریتی های چینی تکرار شد.[9]